# Brooke Haven
Brooke Haven (Sonora, 25 de novembro de 1979) é uma atriz pornográfica americana.

## Biografia
Haven nasceu e cresceu em Sonora, Califórnia, onde ela se descreveu como sendo muito tímida e reservada. Viveu lá até completar 19 anos de idade, quando mudou-se para San Francisco para começar a trabalhar como stripper. Trabalhou em um clube chamado Deja Vu por três anos e meio. Em seguida, se mudou para Phoenix, Arizona, onde permaneceu com sua carreira de stripper. Enquanto trabalhava em Phoenix, conheceu e fez amizade com a atriz pornô Lexie Marie.
Ambas posaram para a revista Playtime e foram convidadas a participar da convenção pornográfica Erotica LA em Los Angeles, onde Haven recebeu uma série de propostas para ingressar na indústria de filmes adultos. Ela pensou sobre o assunto e acabou gostando da ideia, então decidiu passar um fim de semana em Los Angeles com sua amiga Lexie Marie, que na época tinha começado a trabalhar na indústria adulta. Logo depois, se mudou e começou a trabalhar na pornografia, e em 12 de outubro de 2004 gravou seu primeiro filme pornográfico.
Já trabalhou em mais de 350 produções. Ela possui um contrato não-exclusivo com o estúdio Vicious Media, que permite a ela trabalhar para outras empresas também. Ela também dirige seus próprios filmes pornográficos.

## Prêmios e indicações
- 2006: AVN Award – Best New Starlet — indicada[5]
- 2006: AVN Award – Best All-Girl Sex Scene, Video – Big Toys No Boys 3 — indicada[5]
- 2008: AVN Award – Unsung Starlet of the Year — indicada[6]
- 2008: AVN Award – Best Three-way Sex Scene – Taboo 22 — indicada[6]
- 2008: AVN Award – Best Group Sex Scene - Film – The Craving — indicada[6]
- 2008: AVN Award – Best Group Sex Scene - Film – Layout — indicada[6]
- 2008: AVN Award – Best All-Girl Sex Scene - Film – Flasher — indicada[6]
- 2008: F.A.M.E. Award – Favorite Underrated Star — venceu[7]
- 2009: AVN Award – The Jenna Jameson Crossover Star of the Year — indicada[8]